# Festuca apuanica
Festuca apuanica är en gräsart som beskrevs av Markgr.-dann. Festuca apuanica ingår i släktet svinglar, och familjen gräs. Inga underarter finns listade i Catalogue of Life.